# Milasín
Milasín (en allemand : Milasein) est une commune du district de Žďár nad Sázavou, dans la région de Vysočina, en République tchèque. Sa population s'élevait à 45 habitants en 2020.

## Géographie
Milasín se trouve à 7 km au sud-sud-ouest de Bystřice nad Pernštejnem, à 24 km au sud-est de Žďár nad Sázavou, à 48 km à l'est-nord-est de Jihlava à 146 km au sud-est de Prague.
La commune est limitée par Rožná au nord, par Věžná à l'est et au sud-est, par Bukov au sud et à l'ouest, et par Dolní Rožínka au nord-ouest.

## Histoire
La première mention écrite de la localité date de 1348.

## Transports
Par la route, Milasín se trouve à 9 km de Bystřice nad Pernštejnem, à 28 km de Žďár nad Sázavou, à 58 km de Jihlava et à 181 km de Prague.